# Сонце і місяць
Сонце і місяць — поширений символ на прапорах і гербах в регіонах, які зазнали індійський культурний вплив. Початково ці символи були пов'язані з уявленнями про «місячні» і «сонячні» династії древніх аріїв. З часом цей символ набув додаткові значення завдяки розвитку індуїзму і буддизму. Всупереч європейській традиції, місячний серп на цих прапорах називається місяцем, а не півмісяцем (як в ісламській і європейській символиці).
Це не стосується європейських прапорів, хоча в символіці  саамського прапора сонце і місяць також трактуються як першопредки. На Прапорі Молдови сонце і півмісяць не утворюють єдиного поєднання. Сонце і півмісяць фігурують в історичній геральдиці, в геральдиці низки міст і громад  Європи.
Іноді сонячна символіка з'являється в регіонах, де поширений іслам, але використання сонця і трактування кола як сонця не має тут систематичного використання.

## Суверенні держави

Прапор Монголії
Прапор Непалу

## Автономні і залежні території

Прапор Бурятії
Прапор Агинського Бурятського автономного округу
Прапор Ладакха

## Громадські об’єднання

Саамський прапор

## Герби міст і громад, історичні герби Європи

Герб Вінницької області
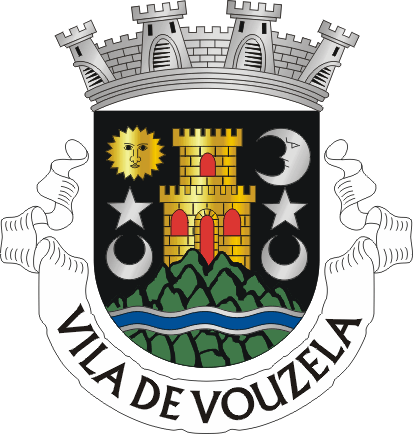
Возела (Португалія)
Гельтингер Бухт (Німеччина)
Дражовиці (Чехія)
Молдова (XV ст.)
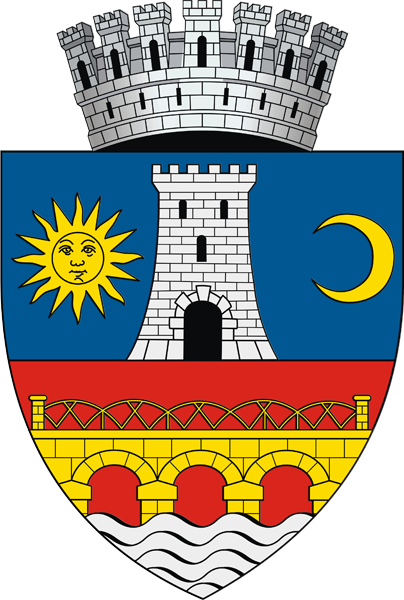
Слатина (місто в Румунії)
Зюзель (Німеччина)
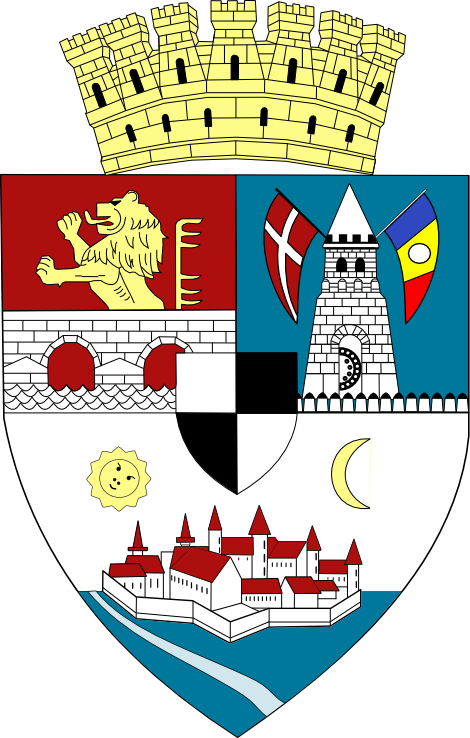
Тімішоара (Румунія)
Трансильванія
Штадтпроцельтен (Німеччина)
Ромни (Сумська область, Україна)

## Прапори з різними трактовками

Прапор Курдистану (1922—1924)
Прапор Молдови (сонце і півмісяць представлені окремо в гербі)
Прапор Тунісу — біле коло інколи трактується як сонце.[1]

## Ресурси Інтернету
- Вікісховище має мультимедійні дані за темою: Сонце і місяць
- India: Historical Flags [Архівовано 1 червня 2015 у Wayback Machine.]

## Виноски
1. ↑  Mucha Ludvík, William G. Crampton, Jiří Louda. (eds.) Webster's Concise Encyclopedia of Flags & Coats of Arms, 1985. - Crescent Books, New York. isbn=0-517-499517 / oclc = 12421520